# زنبق ساجد
الزنبق الساجد نوع نباتي ينتمي إلى جنس الزنبق من الفصيلة الزنبقية.

## البيئة والانتشار
موطنه شرق آسيا حيث ينتشر في شمال كوريا وسيبيريا.